# دیه‌گو بنالیو
دیه‌گو اورلاندو بنالیو (ایتالیایی: Diego Orlando Benaglio؛ زاده ۸ سپتامبر ۱۹۸۳) یک بازیکن فوتبال اهل سوئیس است که به عنوان دروازه‌بان بازی می‌کند.
از تیم‌هایی که در آن بازی کرده است می‌توان به باشگاه فوتبال اشتوتگارت اشاره کرد.
وی همچنین در تیم ملی فوتبال سوئیس بازی کرده‌است.